# 栃櫻光輝
栃櫻 光輝（とちざくら みつてる、1947年2月11日 - 2018年11月）は、山形県最上郡舟形町出身で春日野部屋に所属した元大相撲力士。弓取も担当した。本名は高橋 光彌（たかはし みつや）。2009年より満矢に改名。
身長177cm、体重121kg。最高位は東十両4枚目。得意技は左四つ、寄り、下手投げ。

## 来歴
中学1年生の頃に山形に地方巡業でやってきた栃錦に勧誘され、5,000円（21世紀現在の5万円に相当する）の小遣いをもらったことで入門の決意が固まり、見習生活を経て1962年1月場所に初土俵。初土俵時には14歳であった。上京して以降地元の中学には籍を置いたまま二度と登校せず、実質中学中退であると後年明言している。
かの大横綱・北の湖にして「栃桜さんのハチャメチャぶりは、どの力士もかなわなかった」と言わしめるほど破天荒な土俵生活を送ったことで知られている。稽古中に先輩力士を殴り、軍配に不服があれば行司を土俵下まで追っかけまわし、弓取式で弓をへし折り、博打や女遊び、侠客との交際も堂々と行うなどの暴れん坊ぶりであった。
1970年11月場所に新十両を果たすも、十両時代には観客に笑顔で手を振って厳重注意を受けた経験がある。同じく十両時代にはタニマチが経営するキャバレー10店舗の名義貸しをして名ばかり社長を務め、当時の横綱の給料をも凌ぐ額となる100万円近くもの月収を得ていたと自ら明かしている。名義上経営者を務める店舗で問題が起これば新宿署や池袋署へ呼び出され、羽織袴と丁髷の姿で始末書を書くといったこともあった。同時昇進した同部屋の十両・栃葉山は親友でもあり、45歳の若さで早世したことは本人も著書で偲ぶばかりであった。入幕は果たせなかったが、十両力士として幕内の土俵には一度立っており（1971年9月場所千秋楽の大雪戦）、白星を挙げている。
1974年5月場所に27歳で廃業。廃業後は桜 天平の芸名で「男花」のレコードも出し、ダンプトラック運転手・ブロック工・魚屋・キャバレー社長・トルコ風呂支配人を経て、新宿歌舞伎町で相撲料理店「チャンコ道場」を経営した。その破天荒な力士ぶりは、漫画『のたり松太郎』のモデルになったという説がある。また、1978年の大河ドラマ『黄金の日日』に力士役で出演した。
立合い正常化を巡る問題では元十両の立場で「相撲の醍醐味である呼吸の読み合いや、立合いのパワフルでスピード感のあるぶつかり合いがなくなってしまう」という点からきちんと腰を割って手を下す立合いには否定的な意見を示した。

## 主な成績
- 通算成績：316勝288敗10休 勝率.523
- 十両成績：80勝96敗4休 勝率.455
- 現役在位：75場所
- 十両在位：12場所

### 場所別成績
| | 一月場所 初場所（東京） | 三月場所 春場所（大阪） | 五月場所 夏場所（東京） | 七月場所 名古屋場所（愛知） | 九月場所 秋場所（東京） | 十一月場所 九州場所（福岡） |
| --- | ----------------------- | ----------------------- | ----------------------- | --------------------------- | ----------------------- | --------------------------- |
| 1962年 （昭和37年） | （前相撲）              | 西序ノ口13枚目 5–2      | 東序二段64枚目 4–3      | 東序二段39枚目 3–4          | 東序二段47枚目 4–3      | 西序二段18枚目 5–2          |
| 1963年 （昭和38年） | 東三段目75枚目 3–4      | 西三段目89枚目 0–5–2    | 西序二段41枚目 5–2      | 東三段目82枚目 2–5          | 西序二段8枚目 4–3       | 東三段目74枚目 5–2          |
| 1964年 （昭和39年） | 東三段目43枚目 4–3      | 西三段目32枚目 5–2      | 西三段目7枚目 4–3       | 東幕下98枚目 3–4            | 西三段目11枚目 6–1      | 西幕下74枚目 4–3            |
| 1965年 （昭和40年） | 東幕下71枚目 0–3–4      | 東三段目11枚目 4–3      | 西三段目筆頭 4–3        | 東幕下88枚目 4–3            | 西幕下81枚目 4–3        | 東幕下71枚目 2–5            |
| 1966年 （昭和41年） | 西幕下90枚目 3–4        | 西幕下94枚目 5–2        | 西幕下69枚目 5–2        | 東幕下48枚目 3–4            | 西幕下53枚目 4–3        | 西幕下42枚目 5–2            |
| 1967年 （昭和42年） | 東幕下30枚目 6–1        | 西幕下12枚目 2–5        | 西幕下36枚目 4–3        | 西幕下28枚目 5–2            | 東幕下17枚目 3–4        | 東幕下21枚目 6–1            |
| 1968年 （昭和43年） | 西幕下8枚目 4–3         | 東幕下7枚目 4–3         | 東幕下4枚目 1–6         | 西幕下16枚目 3–4            | 西幕下23枚目 4–3        | 西幕下20枚目 3–4            |
| 1969年 （昭和44年） | 東幕下24枚目 4–3        | 西幕下19枚目 5–2        | 東幕下10枚目 2–5        | 東幕下24枚目 4–3            | 東幕下16枚目 3–4        | 西幕下21枚目 4–3            |
| 1970年 （昭和45年） | 東幕下15枚目 3–4        | 西幕下19枚目 5–2        | 西幕下10枚目 4–3        | 西幕下7枚目 4–3             | 東幕下5枚目 5–2         | 西十両12枚目 9–6            |
| 1971年 （昭和46年） | 西十両7枚目 8–7         | 西十両6枚目 8–7         | 西十両5枚目 6–9         | 東十両9枚目 9–6             | 東十両4枚目 5–10        | 東十両10枚目 8–7            |
| 1972年 （昭和47年） | 西十両7枚目 7–8         | 東十両9枚目 6–9         | 東十両12枚目 7–8        | 西十両13枚目 1–10–4         | 西幕下12枚目 4–3        | 西幕下10枚目 5–2            |
| 1973年 （昭和48年） | 西幕下5枚目 3–4         | 西幕下8枚目 5–2         | 西幕下2枚目 5–2         | 東十両13枚目 6–9            | 東幕下5枚目 5–2         | 東幕下筆頭 3–4              |
| 1974年 （昭和49年） | 東幕下5枚目 5–2         | 東幕下2枚目 2–5         | 西幕下12枚目 引退 2–5–0 | x                           | x                       | x                           |
| 各欄の数字は、「勝ち-負け-休場」を示す。 優勝 引退 休場 十両 幕下 三賞：敢=敢闘賞、殊=殊勲賞、技=技能賞 その他：★=金星 番付階級：幕内 - 十両 - 幕下 - 三段目 - 序二段 - 序ノ口 幕内序列：横綱 - 大関 - 関脇 - 小結 - 前頭（「#数字」は各位内の序列） |                         |                         |                         |                             |                         |                             |

## 改名歴
- 栃櫻 光弥（とちざくら みつや）1962年1月場所 - 1967年1月場所
- 栃桜 光弥（とちざくら みつや）1967年3月場所 - 1970年9月場所
- 栃櫻 光輝（とちざくら みつや）1970年11月場所 - 1974年5月場所

## 著書
- 『どっこい人生』サイゾー、2010年 ※本名の高橋満矢名義で出版